# Theo Hakola
Pour les articles homonymes, voir Hakola.
Theo Hakola, né à Spokane (État de Washington) en 1954, est un artiste chanteur, musicien, homme de théâtre et écrivain américain travaillant et résidant en France depuis la fin des années 1970.

## Biographie
Theo Hakola est Américain d'ascendance finnoise et suédoise. Il fait des études d'histoire - Antioch College (Yellow Springs, Ohio) et The London School of Economics - et travaille dans la politique à New York (US Committee for a Democratic Spain) avant de venir s'installer en France à la fin des années 1970. Il devient alors le leader et chanteur du groupe Orchestre rouge dans les années 1980 puis de Passion Fodder avant de poursuivre une carrière solo à partir de 1992.
En 1987, il produit le premier album Où veux-tu qu'je r'garde ? d'un jeune groupe bordelais, Noir Désir, après les avoir fait signer chez Barclay-Polygram.

## Discographie

### AvecOrchestre rouge
- 1982 : Yellow Laughter (RCA)
- 1983 : More Passion Fodder (RCA)
- 1984 : Des restes (New Rose)

### AvecPassion Fodder
- 1985 : Hard Words from a Soft Mouth (Barclay/Polygram)
- 1986 : Fat Tuesday (Barclay/Polygram)
- 1987 : Love, Waltzes and Anarchy (Barclay/Polygram)
- 1989 : Woke Up This Morning... (Barclay/Polygram)
- 1991 : What Fresh Hell Is This? (Barclay/Polygram)
- 1998 : 1985 – 1991 And Bleed That River Dry (compilation Barclay/Polygram)

### Albums solo
- 1993 : Hunger of a Thin Man - (Bondage-France)
- 1995 : The Confession - (Absinthe/Bondage-France)
- 1997 : Overflow - (Grosse Rose/Universal)
- 2000 : La Chanson du Zorro andalou – (Kerig/Wagram Records)
- 2007 : Drunk Women and Sexual Water (Wobbly Ashes Records)
- 2012 : This Land Is Not Your Land (Wobbly Ashes Records/Les Disques du 7e Ciel)
- 2016 : I Fry Mine In Butter! (Wobbly Ashes Records/Médiapop Records)
- 2020 : Water Is Wet (Microcultures/Médiapop Records)
- 2024 : Shalalalala (Microcultures/Médiapop Records)

### Musique de films
- 1988 : Babel métropolite de Beajena Borakova
- 1989 : Peaux de vaches de Patricia Mazuy
- 1999 : Perpetua de Claudia Neubern
- 1999 : La Fille préférée de Lou Jeunet
- 2001 : Les Petites Mains de Lou Jeunet
- 2007 : The wind de Victor Söjström (ciné-concert)
- 2011 : La Vallée des larmes d’Agathe Dronne
- 2013 : Au bonheur des dames de Julien Duvivier (ciné-concert)

### En tant que réalisateur artistique
- 1987 : Noir Désir - Où veux-tu qu'je r'garde ? (Barclay/Polygram-France)
- 1994 : E.V. - Reuz (Lola Label/Polygram France)
- 1996 : Les Hurleurs - Bazar (Barclay/Universal)
- 2005 : Les Malpolis - La Fin du retour de la chanson (Willing/Mosaic Music)
- 2008 : Gecko Palace - Tout va si bien... (New Track Music/Anticraft)

## Journalisme radio
- Publication d'articles dans In These Times et dans Cineaste aux États-Unis, et dans Libération, Actuel, Globe, La Scène ou encore Les Inrockuptibles en France.
- D.J./producteur sur France Inter, RMC Côte d'Azur, France Culture, Radio Nova et Radio Cité 96.

## Théâtre
- Rakia, lecture en musique (d’après le roman, avec Dominique Reymond), compositeur/musicien/interprète, Dijon – 2013
- Sur la route, (d’après Kerouac, avec Jacques Bonnaffé), compositeur/musicien/ interprète, Manosque, Toulouse – 2011 ; puis Grenoble, Caen, Vendôme, Vincennes, Rennes, Chasselas, Bondy, Bobigny...
- La Ballade de Carson Clay – or Stendhal goes to Idaho (d'après La Valse des affluents), auteur/metteur-en-scène/compositeur/interprète... Printemps du livre, Grenoble – 2011, MC93-Bobigny – 2016.
- L’Invention du monde (d'après le roman d’Olivier Rolin) compositeur/musicien, MC93 Bobigny – 2010. Mise en scène de Michel Deutsch
- USA, d’après Dos Passos, compositeur/musicien/interprète, MC93 Bobigny – 2010. Mise en scène de Nicolas Bigards
- Question : où nagent les grands-mères ? compositeur/musicien, aux Subsistances à Lyon ; Maison des arts de Créteil et au Volcan – scène nationale du Havre – 2009-10. Mise en scène de Sandrine Lanno et Paola Comis
- Le Chant des âmes, (d’après Le Sang des âmes), auteur/metteur-en-scène/compositeur/interprète... Institut finlandais, Paris – 2009.
- La Thébaïde (Racine) – compositeur/musicien, CDN de Montreuil et L'Atelier du Rhin de Colmar – 2007. Mise en scène de Sandrine Lanno.
- Ellen Foster (Kaye Gibbons) – compositeur-musicien et traducteur à Dijon (Festival Frictions) et à Lille (l’Aéronef) – 2002 puis, en tant que co-metteur en scène, à Bagnolet (l’Échangeur) et à Lyon (Théâtre de la Renaissance) – 2005. Avec Paola Comis.
- Les Chansons de ‘La Valse des affluents’ (d’après le roman du même nom), auteur, metteur-en-scène, interprète... aux Correspondances de Manosque – 2004, au festival Littératures métisses, Poitiers – 2004 et à la Villa Gillet, Lyon – juin, 2005.
- Une dizaine de morts (d’après Michael Ondaatje), adaptateur-auteur, metteur-en-scène, interprète... à la Villa Gillet, Lyon – 2003, aux Correspondances de Manosque – 2003, au Centre culturel canadien, Paris – 2004.
- La chanson du Zorro andalou – auteur, interprète et co-metteur en scène au Théâtre de l’Aire Libre à Rennes, à Lille (L’Aéronef), et à Bagnolet (l’Échangeur) – 1999-2000.
- Mahagonny (Brecht/Kurt Weill) – interprète, au Théâtre des Bouffes du Nord à Paris et en tournée – 1983. Mise en scène de Hans-Peter Cloos.

## Cinéma
- 2004 : Ma mère de Christophe Honoré
- 2018 : Alien Crystal Palace d'Arielle Dombasle

## Ouvrages
- La Route du sang, Éditions Le Serpent à Plumes, 2001
- La Valse des affluents, Éditions du Serpent à Plumes, 2003
- Aleksandar Hemon, Theo Hakola, Eva Almassy, et Rafael Torres, De la mémoire du réel à la mémoire de la langue : Réel, fiction, langage, Éditions Cécile Defaut, 2006
- Le Sang des âmes, Éditions Intervalles, 2008
- Rakia, Éditions Intervalles, 2011
- Idaho Babylone, Éditions Actes Sud, 2016
- Sur le volcan, Éditions Actes Sud, 2022
- Theo Hakola (Couverture & dessins : Ricardo Mosner), Non romanesque, Les Fondeurs de briques, 2022, 90 p. (ISBN 978-2-916749-62-4)

## Vidéo
- Struggle for Love, en concert filmé par Les Grands Manitous
- Scratching the Scruff, clip vidéo réalisé par Lou Gala